# 肩袖
肩袖（英語：rotator cuff），又称为肩旋转袖、旋转肌袖、旋轉袖、旋轉肌，是稳定肩膀且允许肩关节广泛活动的一群肌肉及其肌腱。肩袖包覆在肩关节周围，由冈上肌、冈下肌、小圆肌、肩胛下肌及其肌腱共同组成；这些肌腱附着于肱骨大小结节，状似袖口而得名。
肩袖的功能是将肱骨头压向肩盂而保持肱骨头与肩盂相接触，形成单一的盂肱关节旋转中心，进而稳定肩关节；且同时肩袖的肌肉收缩可旋转或移动肱骨头，让肩关节做内旋、外旋动作，並协同三角肌来外展肩关节。